# Varying Permeability Model
Das Varying Permeability Model (VPM) ist ein modernes Dekompressionsmodell, das versucht, die Bildung von Mikrogasblasen im Körpergewebe beim Tauchen  durch mathematische Simulation zu minimieren. Das Modell wurde Ende der 1990er Jahre entwickelt.
Es wird davon ausgegangen, dass Mikrogasblasen die Vorstufe für große Blasen sind. Das Modell induziert frühere bzw. tiefere Dekompressionsstopps als die „klassischen“ Algorithmen (z. B. Haldane/Bühlmann-Verfahren), um die Bildung der Blasen im Voraus einzugrenzen. Durch fallenden Umgebungsdruck wird das Körpergewebe mit Inertgas übersättigt. Es entstehen und vergrößern sich Mikrogasblasen, die sich an verschiedenen Stellen im Körper festsetzen können. Dies kann letztlich zur Dekompressionskrankheit führen.
Die klassischen Modelle (Haldane, Bühlmann etc.) gehen hingegen davon aus, dass die Mikrogasblasen beim Aufstieg vorhanden sind, und versuchen nur, deren Auswirkungen so gering wie möglich zu halten, so dass es nicht zu einer Dekompressionskrankheit kommt.